# Takumi Horiike
Takumi Horiike (堀池 巧 Horiike Takumi?, Shimizu (actualmente Shizuoka), Shizuoka, 6 de septiembre de 1965) es un futbolista japonés que se desempeñaba como defensor.

## Clubes
| Club            | País  | Año         |
| --------------- | ----- | ----------- |
| Tokyo Verdy     | Japón | 1988 - 1992 |
| Shimizu S-Pulse | Japón | 1992 - 1998 |
| Cerezo Osaka    | Japón | 1998 - 1999 |